# Guaxinim
O guaxinim norte-americano, por vezes chamado rato-lavadeiro (Procyon lotor), é um mamífero da família dos procionídeos bastante parecido com o Procyon cancrivorus (espécie sul-americana). Estes animais são encontrados nas Américas e são conhecidos também pelo nome estadunidense raccoon. No Brasil, "guaxinim" e "jaguacinim" referem-se a vários Procionídeos, especialmente ao Procyon cancrivorus. Existem também na Europa central e no Cáucaso e no Japão, onde se estabeleceram após fugas de indivíduos vindos de outras regiões.

## Etimologia
Segundo Eduardo Navarro, em seu Dicionário de Tupi Antigo (2013), "guaxinim" e "jaguacinim" procedem do tupi antigo îagûasinĩ. Seu nome tupi parece conter o verbo sining, que significa retinir, como a cascavel, o que está de acordo com o som produzido pelo animal. (Comparar com boicininga, outro nome para a cobra cascavel.)
São também conhecidos como iguanara, jaguaracambé, rato-lavador, urso-lavador, mão-pelada.   Em Portugal, o termo guaxinim é um préstimo do Tupi, sendo o termo local rato-lavadeiro ou ratão-lavador.

## Habitat
O habitat preferido do guaxinim são florestas próximas à água e pântanos. Durante o dia, ele dorme em árvores ocas, buracos em pedras ou no chão. É muito adaptável e, hoje, é encontrado também em áreas urbanas, sendo também encontrado como espécie invasora na Alemanha, áreas da antiga URSS e Japão.

## Características

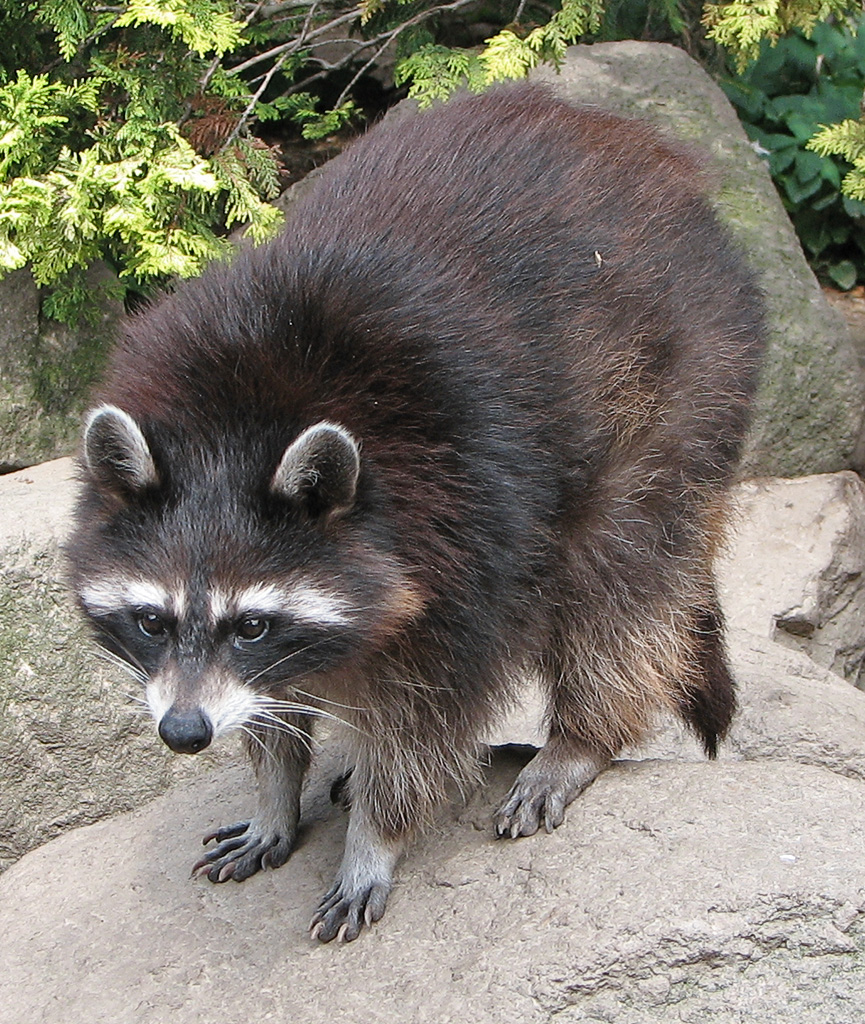
Guaxinim

O guaxinim possui cabeça grande e focinho pontiagudo. Ele tem pelo longo e uma cauda espessa, com anéis castanhos e pretos. No dorso e dos lados, sua cor é marrom-acinzentado e o abdômen é cinza-claro. As manchas pretas em suas "bochechas", que se estendem entre os olhos e através da testa em uma listra vertical, também são típicas.
Estes podem até se reconhecer durante a noite por meio dessa "máscara" facial. Os guaxinins podem medir entre 75 e 100 centímetros, por vezes têm muita fúria quantos aos outros animais e até mesmo aos seres humanos, principalmente se houver ameaça em relação aos seus alimentos.

## Alimentação
Estes animais noturnos são onívoros e caçam pássaros, ratos, atrópodes, peixes pequenos, lesmas, cobras, camarões de água doce e rãs. Sua dieta também inclui ovos, nozes, cereais e frutas, além de restos de alimentos que são descartados em lixo, como fazem os cães de rua, cães ferais, ursos, gatos e as outras espécies de guaxinins.
Predadores e competidores
Guaxinins são criaturas muito adaptáveis porém possuem inimigos, um exemplo é a Raposa-vermelha (Vulpes vulpes), elas são uma concorrência com a qual os guaxinins tendem a se preocupar, ambas as espécies não se encontram com grande frequência mas quando o encontro ocorre a raposa tende a dominar o guaxinim, agora já no caso de predadores temos dois exemplos: Lobo-vermelho (Canis (lupus) rufus) e o Lobo-Cinzento (Canis lupus), ambos dos grandes predadores do guaxinim, os lobos andam quase sempre em bandos conhecido como alcateias ou matilhas e costumam serem os predadores principais da espécie. Coiote (Canis latrans) é um costumeiro predador do guaxinim mas costuma ser apenas um concorrente, o mesmo não ataca guaxinins em duplas, ataca-os quando se depara com um exemplar jovem ou ferido.

## Estilo de vida
O guaxinim dorme o dia todo e sai à noite para procurar comida. Ele persegue sua presa em águas rasas ou no chão, arranhando, virando e examinando de perto assim que a vítima é capturada. No entanto, ele só a consome se o cheiro for aprovado por seu apurado faro.
Em áreas frias, os gauxinins passam o inverno em tocas e buracos nas árvores. Apesar de dormirem profundamente, eles não hibernam, saindo de seu esconderijo assim que o tempo esquenta um pouco.

## Comportamento social e reprodução
Os machos acasalam com muitas fêmeas, enquanto as fêmeas aceitam apenas um pretendente. Os machos, que, quase sempre, são pacíficos, costumam brigar entre si com muita ferocidade durante a época do acasalamento. Na primavera, a fêmea normalmente tem de três a cinco filhotes depois de nove semanas de gestação e cuida sozinha da ninhada. A família continua unida por um ano aproximadamente, quando os jovens guaxinins deixam, então, a companhia da mãe.

## Taxonomia
A partir de 2005, fora 22 subespécies de guaxinins, que estão distribuídas em toda América do Norte, Alemanha, França, Japão e antiga União Soviética. Das 22 subespécies, 2 já foram extintas.
| Subespécie                   | Autoridade, ano          |
| ---------------------------- | ------------------------ |
| Procyon lotor procyon        | (Linnaeus, 1758)         |
| Procyon lotor auspicatus     | (Nelson, 1930)           |
| Procyon lotor elucus         | (Bangs, 1898)            |
| Procyon lotor excelsus       | (Nelson e Goldman, 1930) |
| Procyon lotor fuscipes       | (Mearns, 1914)           |
| †Procyon lotor gloveralleni  | (Nelson e Goldman, 1930) |
| Procyon lotor grinnelli      | (Nelson e Goldman, 1930) |
| Procyon lotor hernandezii    | (Wagler, 1831)           |
| Procyon lotor hirtus         | (Nelson e Goldman, 1930) |
| Procyon lotor incautus       | (Nelson, 1930)           |
| Procyon lotor inesperatus    | (Nelson, 1930)           |
| Procyon lotor insularis      | (Merriam, 1898)          |
| Procyon lotor litoreus       | (Nelson e Goldman, 1930) |
| Procyon lotor marinus        | (Nelson, 1930)           |
| Procyon lotor maynardi       | (Bangs, 1898)            |
| Procyon lotor megalodous     | (Lowery, 1943)           |
| Procyon lotor pacificus      | (Merriam, 1899)          |
| Procyon lotor pallidus       | (Merriam, 1900)          |
| Procyon lotor psora          | (Gray, 1842)             |
| Procyon lotor pumilus        | (Miller, 1911)           |
| †Procyon lotor simus         | (Gidley, 1906)           |
| Procyon lotor vancouverensis | (Nelson e Goldman, 1930) |

## Situação atual
A pele do guaxinim é usada na fabricação de roupas e de outros produtos e, graças a isso, sua situação é preocupante, pois o animal é caçado em grande escala, especialmente no sul dos Estados Unidos.

## Galeria de Fotos

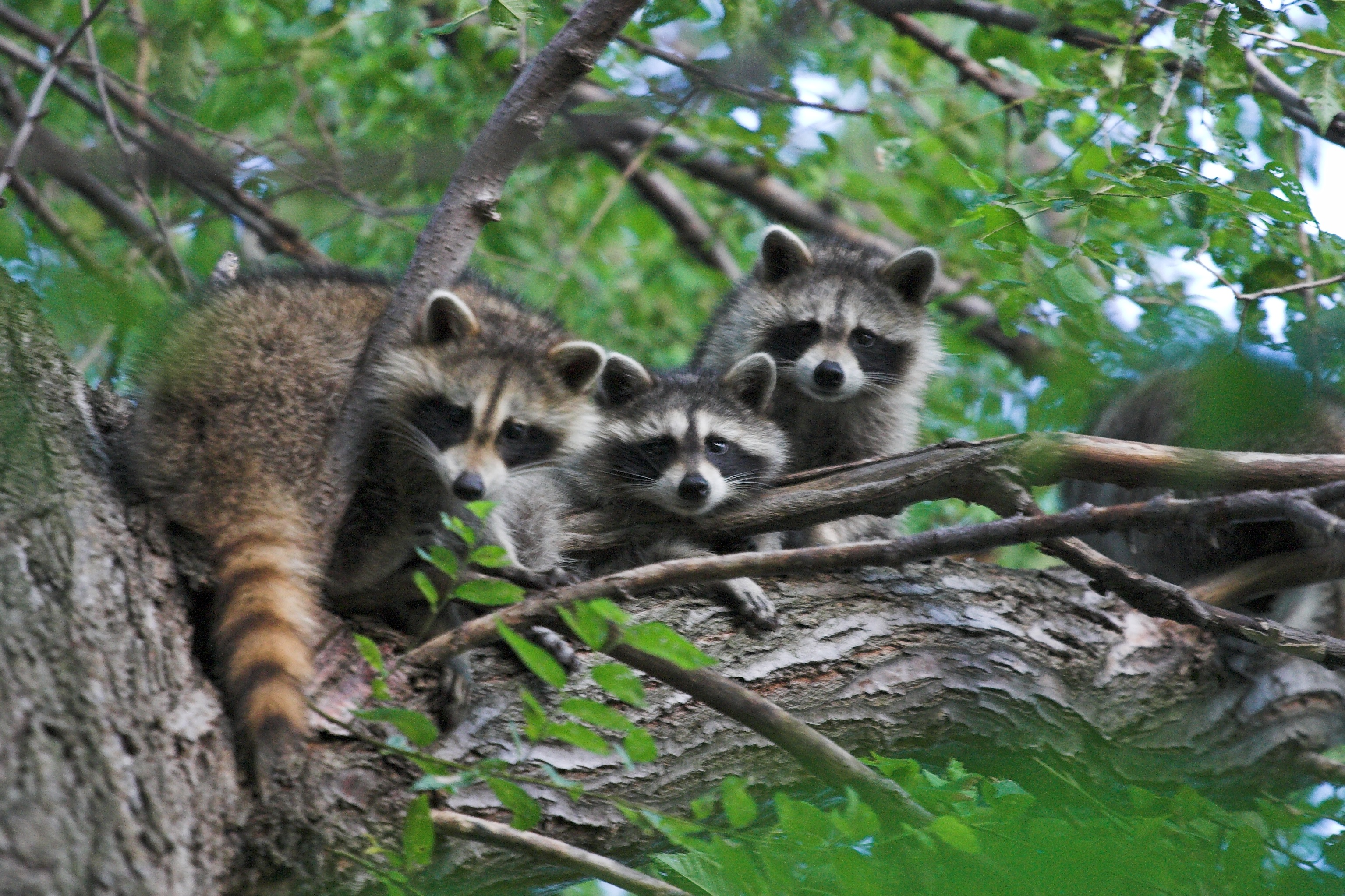
Alguns mapaches no seu habitat natural, em Toronto, no Canadá
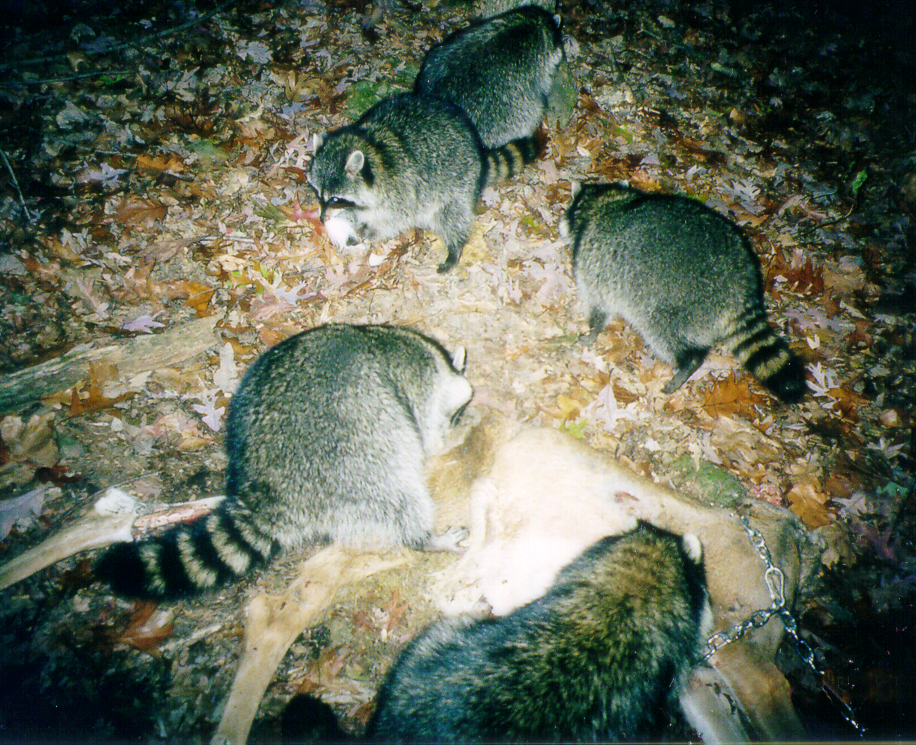
Grupo se alimentando da carcaça de um veado que foi deixada por pesquisadores
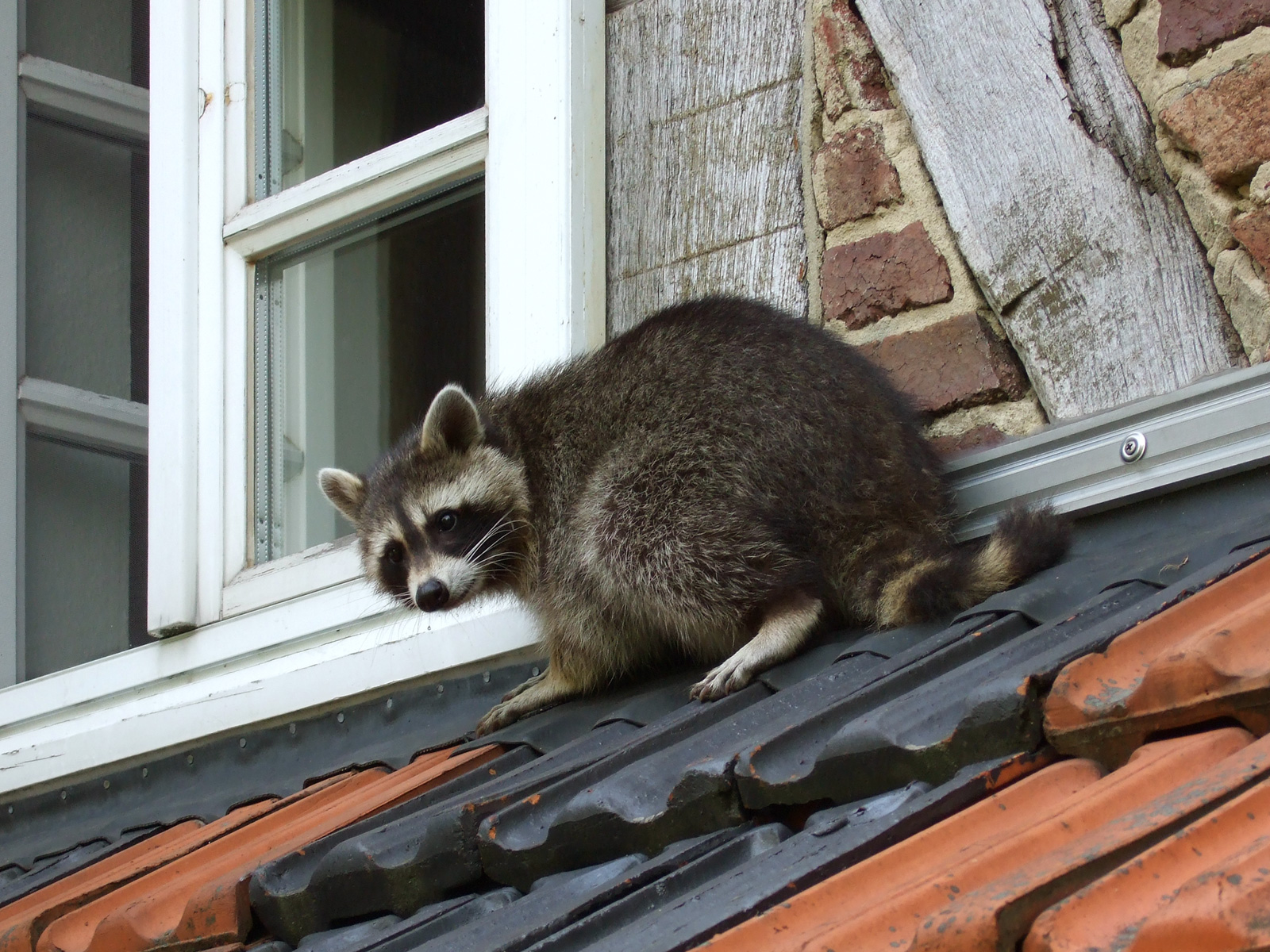
Guaxinim em um telhado.
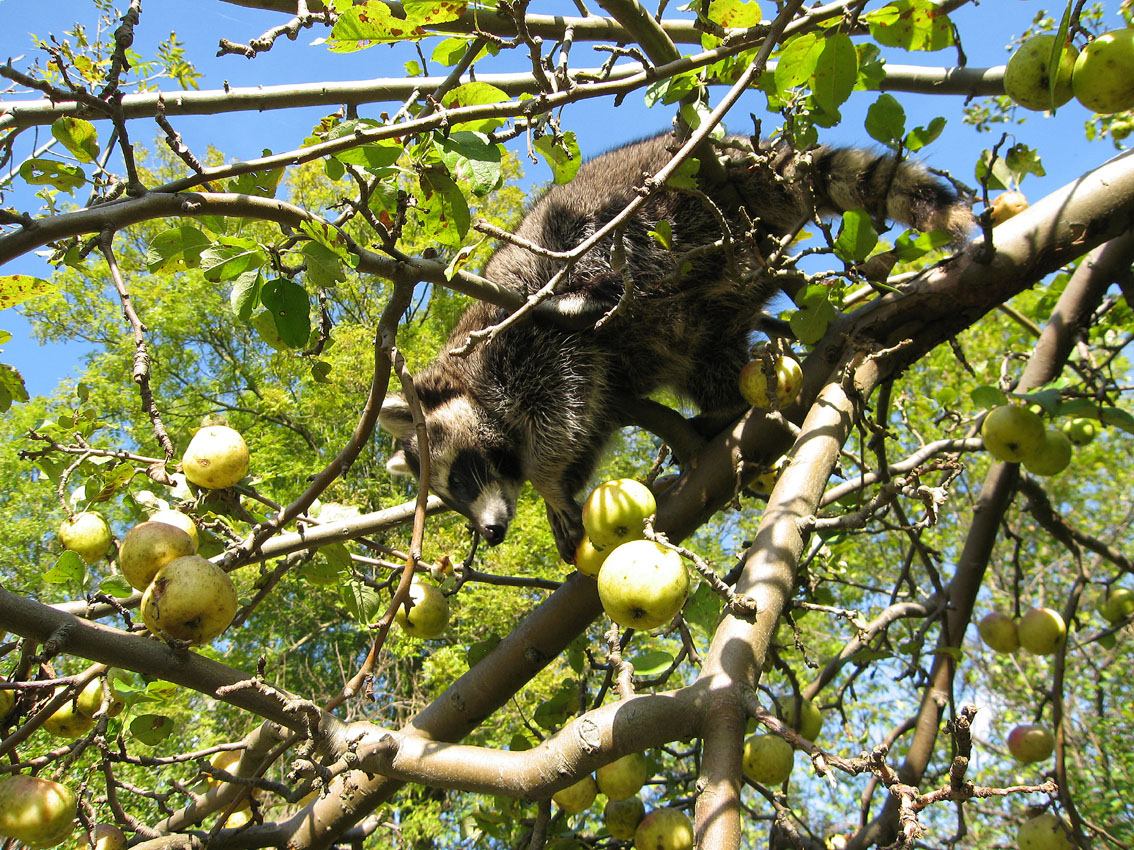
Guaxinim numa macieira.
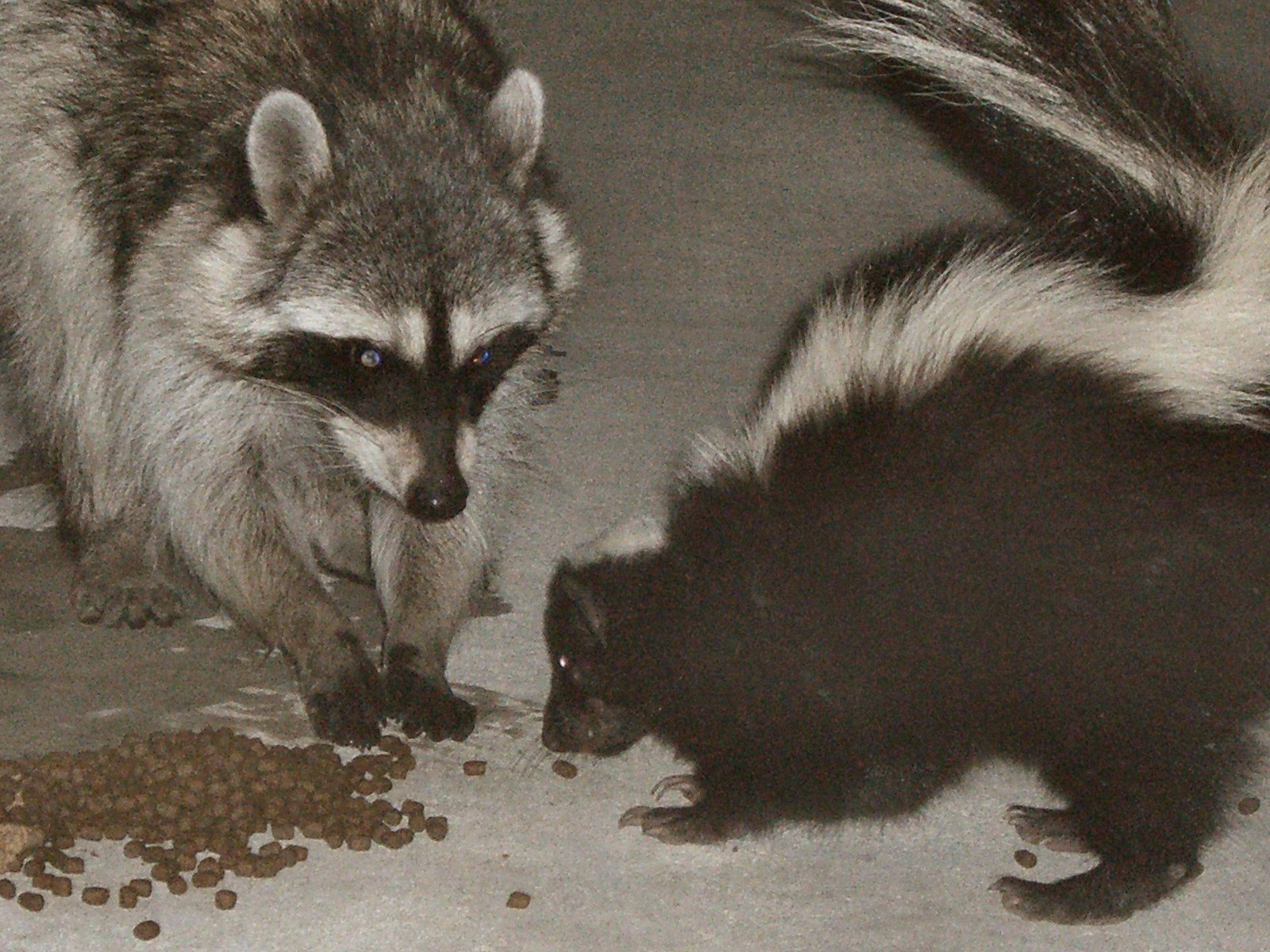
Guaxinim e cangambá compartilhando comida no quintal de uma casa em Hollywood, na Califórnia